# Litsea segregata
Litsea segregata är en lagerväxtart som beskrevs av Adolph Daniel Edward Elmer. Litsea segregata ingår i släktet Litsea och familjen lagerväxter. Inga underarter finns listade i Catalogue of Life.